# Kazár
Kazár är en ort i Ungern.   Den ligger i provinsen Nógrád, i den norra delen av landet, 90 km nordost om huvudstaden Budapest. Kazár ligger 235 meter över havet och antalet invånare är 2 080.
Terrängen runt Kazár är varierad. Runt Kazár är det ganska glesbefolkat, med 38 invånare per kvadratkilometer. Närmaste större samhälle är Salgótarján, 7,0 km nordväst om Kazár. I omgivningarna runt Kazár växer i huvudsak lövfällande lövskog.